# Daniel López (cyclisme)
Pour les articles homonymes, voir Daniel López et López.
López  Parada est un nom espagnol. Le premier nom de famille, en général paternel, est López ; le second, en général maternel, souvent omis, est Parada.
Daniel "Dani" López Parada, né le 21 janvier 1994, à La Corogne, est un coureur cycliste espagnol.

## Biographie
En 2013, Daniel López se distingue chez les amateurs en obtenant plusieurs victoires, sous les couleurs du CC Cambre-Renault Caeiro. Il court ensuite durant deux saisons dans la réserve de l'équipe Caja Rural-Seguros RGA. Bon sprinteur, il s'impose à sept reprises. Il termine également huitième du championnat d'Espagne espoirs en 2015. La même année, il participe au championnat d'Europe espoirs de Tartu, où il se classe dix-septième et meilleur coureur de la délégation espagnole. 
Non retenu par Caja Rural-Seguros RGA, il passe finalement professionnel en 2016 au sein de l'équipe continentale Burgos BH. Pour sa première saison, il réalise divers tops dix au Rhône-Alpes Isère Tour, au Tour de Gironde et sur des manches de la Coupe du Portugal. L'année suivante, il termine huitième de la Clásica de Almería et neuvième du Tour de La Rioja. 
En 2018, il est conservé par sa formation Burgos BH, qui devient une équipe continentale professionnelle. Lors du mois d'aout, il s'impose au sprint sur la douzième étape du Tour du lac Qinghai, en Chine. Il s'agit de son premier succès professionnel. 
Fin 2019, il se retrouve sans contrat et à la recherche d'une nouvelle équipe.

## Palmarès

### Palmarès amateur
- 2013
  - 2e étape de la Ruta do Viño Albariño
  - Grand Prix de la ville de Vigo I
  - Gran Premio Milagros
  - 2e du Tour de Cantabrie
- 2014
  - Champion de Galice sur route
  - Laukizko Udala Saria
  - 2e du Mémorial Etxaniz
- 2015
  - Zumaiako Saria
  - Mémorial Agustín Sagasti
  - 4e étape du Tour de Zamora
  - Grand Prix de la ville de Vigo I
  - 1re étape du Tour de Cantabrie
  - 2e du Laukizko Udala Saria

### Palmarès professionnel
- 2018
  - 12e étape du Tour du lac Qinghai

## Classements mondiaux
| Année           | 2016   | 2017 |
| --------------- | ------ | ---- |
| UCI Europe Tour | 1 284e | 618e |